# Улица Винценты Жимовского (Варшава)
Улица Винценты Жимовского (пол. Ulica Wincentego Rzymowskiego) — улица в варшавском районе Мокотув, микрорайоне Служевец.

## Расположение и характеристика
Улица проходит через варшавский район Мокотув, согласно Городской информационной системе, через микрорайон Служев, от Рондо Европейского союза до транспортной развязки на пересечении с улицами Пулавской и Долиной-Служевецкой. Имеет статус поветовой дороги. Проходит над Служевецким ручьём, в восточной части граничит с парком, созданным рядом со Служевецким водохранилищем, и проходит рядом с трамвайной остановкой Высьциги (пол. Wyścigi. С 2000 по 2014 годы улица была частью Национальной дороги 7. Протяжённость — 1,79 км.
Улица Винценты Жимовского проходит через Служевец-Полуднёвы (пол. Służewiec Południowy), вспомогательную единицу гмины в районе Мокотув. Вдоль неё расположены здания комплекса Служевец-Мешкальны (пол. Służewiec Mieszkalny), а между улицами Обжежной и Зыгмунта Модзелевского — жилые дома экспериментального комплекса Служевец-Прототыпы. Домом 34 является офисное здание BTA Office Center, выстроенное в 1998—1999 годах по проекту Томаша Казимерского, Анджея Рыбы и М. Новака. Домом 35 — костёл святого Максимилиана Кольбе по проекту Войцеха Ковальчика и Анджея Устяна, возведённый в 1980—1981 годах. Дом 32 — новое здание Дома культуры «Кадр» по проекту Малгожаты Домбровской, Томаша Грая и Нины Слюсарской, открытое в 2017 году.
В доме 17 по этой улице проживал главный комендант полиции Польши Марек Папала, убитый около своего дома при не выясненных до сих пор обстоятельствах вечером 25 июня 1998 года.

## Наименование
В 1961 году Народный Совет столичного города Варшавы постановил присвоить улице имя Винценты Жимовского — писателя, журналиста и политика. Ранее улица носила условное название Ново-Волоская (пол. Nowo-Wołoska).
В 2017 году воевода мазовецкий издал распоряжение о переименовании улицы в честь композитора Пшемыслава Гинтровского, сославшись на закон о запрете пропаганды тоталитарных режимов и увековечивания их деятелей. Заключение о том, что Винценты Жимовский был одним из деятелей сталинизма в Польше, подготовил Институт национальной памяти. Однако в 2018 году воеводский административный суд в Варшаве отменил распоряжение воеводы из-за многочисленных юридических нарушений; решение воеводского суда подтвердил Высший административный суд Польши.

## Пересекаемые улицы и объекты
Пулавская улица, улица Долина-Служевецкая — улица Антония Паллюта (пол. ul. Antoniego Pallutha) — Служевецкий ручей — улица Зыгмунта Модзелевского — улица Готарда (пол. ul. Gotarda) — улица Кибернетики (пол. ul. Cybernetyki) — Рондо Европейского союза (с юга) — Марынарская улица, Волоская улица, Вилянувская аллея

## Галерея
- Дом 20
- Дом 32. Дом культуры «Кадр»
- Дом 38
- Дом 39. Офис издания Prószyński Media[пол.]
- Дом 43
- Дом 47
- Офисный центр Catalina
- Перекрёсток с улицей Кибернетики
- Церковь святого Максимилиана Кольбе
- Марынарская улица. Эстакада у въезда с улицы Жимовского